# Inielika
L'Inielika ou Inie Lika, en indonésien Gunung Inielika ou Gunung Inie Lika, est un volcan d'Indonésie situé sur l'île de Florès, au nord de la ville de Bajawa. Seules deux éruptions lui sont connues, la dernière qui s'est produite en 2001 ayant donné naissance à plusieurs petits cratères dont le fond est occupé par des lacs temporaires aux eaux rouges.

## Géographie
L'Inielika est situé dans le Sud de l'Indonésie, dans le centre de l'île de Florès. Il est entouré à l'est par un plateau comportant des sources chaudes, au sud-est par le champ hydrothermal de Mataloko, au sud par les volcans Wolo Bobo et Inierie ainsi que la caldeira de Nage, au sud-ouest par la mer de Savu ; la ville la plus proche du volcan est Bajawa au sud. Administrativement, l'Inielika fait partie du kabupaten de Ngada de la province des Petites Îles de la Sonde orientales.
Ce volcan aux laves calco-alcalines est composé d'un ensemble de dix cratères, certains occupés par des lacs, couvrant une superficie d'environ 5 km2 et culminant à 1 559 mètres d'altitude au Wolo Inielika,,. Ceux de Wolo Runu et Wolo Lega Nord, les deux plus grands, mesurent chacun 750 mètres de diamètre. Ils se sont formés à l'intérieur de la caldeira de Lobobutu qui s'étend en direction du sud,.

## Histoire
Seules deux éruptions sont connues sur l'Inielika,. La première est celle de novembre 1905 qui s'est manifestée sous la forme d'une explosion phréatique d'indice d'explosivité volcanique de 2,. Elle a donné naissance à un nouveau cratère à l'intérieur de celui du Wolo Inielika en entraînant des dégâts matériels,.
La seconde éruption s'est produite du 11 janvier à mars 2001. Des explosions, là aussi phréatiques et d'indice d'explosivité volcanique de 2, sont nées de l'ouverture d'une fissure dans le sol. La première d'entre elles, de faible ampleur, survient dans la soirée du 11 janvier à 19 h 15 et dépose une couche de cendre volcanique d'un demi-millimètre d'épaisseur à Bajawa, à huit kilomètres au sud. Deux jours plus tard, à 7 h, ce sont trois explosions qui forment un panache volcanique de 300 à 1 000 mètres de hauteur au-dessus du volcan. Elles sont accompagnées de grondements et d'un trémor, ce qui motive les autorités à relever le niveau d'alerte de l'Inielika. Jusqu'au 16 janvier, de nouvelles explosions donnent naissance à d'autres panaches volcaniques d'une hauteur similaire aux premiers et des dépôts de cendre et de lapilli se produisent autour du lieu des explosions. Ce n'est que le 21 janvier que les volcanologues indonésiens s'aperçoivent de la naissance de trois nouveaux cratères sur les flancs du volcan : l'un de 50 mètres de diamètre et de 10 mètres de profondeur, l'autre de 20 mètres de diamètre, de 1,1 mètre de profondeur et ouvert en direction du nord-ouest et le dernier situé à l'extrémité d'une fissure longue de 300 mètres et large de 20 mètres. Avec la diminution du nombre d'explosions et les épicentres des séismes qui sont de plus en plus profond, le niveau d'alerte du volcan est abaissé début février par les autorités qui déclarent l'éruption terminée en mars,,. Depuis, les pluies remplissent périodiquement certains de ces petits cratères, formant alors des lacs aux eaux colorées en rouge.